# Раян Портеус
Раян Портеус (англ. Ryan Porteous; 25 березня 1999, Далкіт, Шотландія — шотландський футболіст, захисник англійського клубу «Вотфорд» та збірної Шотландії.

## Клубна кар'єра
Вихованець академії «Гіберніана». Починав займатися футболом в единбурзькому клубі Едіна Гібс, а проявивши себе переїхав до академії Абердіна. За наполяганням батька в 13 років повернувся в Единбург і перейшов в академію «Гіберніана», за який вболіває з дитинства. У складі молодіжної команди клубу виграв дубль у сезоні 2017/18: молодіжний чемпіонат та кубок країни. У сезоні 2016/17 так само грав в оренді за «Единбург Сіті» і заслужив схвальних відгуків від головного тренера команди.
За основний склад «Хібс» дебютував у 2017 році в матчі Кубка Ліги проти «Монтроза». Завоював місце в основному складі команди в сезоні 2020/21 і допоміг їй завершити чемпіонат на третьому місці, а також вийти у фінал Кубка Шотландії. У сезоні 2021/22 був визнаний найкращим молодим гравцем сезону всередині команди.
У лютому 2021 року футболіста хотів придбати англійський клуб «Міллволл», але їхня пропозиція була відхилена «Хіберніаном».
У листопаді 2022 «Гіберніан» оголосив про те, що клубу не вдалося домовитися з захисником про новий контракт, і він покине команду після закінчення чинної угоди. Футболістом цікавилися італійський «Удінезе», французька «Тулуза» та англійський «Блекберн Роверс», але 27 листопада 2023-го було оголошено про те, що Раян підписав контракт з «Вотфордом», який за додаткову суму оформив перехід гравця вже в зимове трансферне вікно, не чекаючи закінчення контракту.
Захисник відзначився голом у своєму першому ж матчі за нову команду проти «Бернлі» і швидко завоював любов місцевих фанатів, які прозвали його «шотландським Боббі Муром».

## Кар'єра у збірній
Грав за різні молодіжні збірні Шотландії до 19, 20 та 21 року. У складі молодіжної збірної брав участь у Турнірі в Тулоні, на якому збірна посіла четверте місце, програвши по пенальті одноліткам із Туреччини.
За основну збірну Шотландії дебютував у матчі Ліги Націй проти України у вересні 2022 року після того, як травми отримали основні захисники Кіран Тірні та Скотт Маккенна. Гра завершилася з рахунком 0-0 завдяки впевненій грі збірної в обороні, зокрема і з боку Райна, який заслужив особливої похвали від головного тренера команди та партнерів по збірній.

## Особисте життя
З дитинства вболіває за «Гіберніан»
Сестра Раяна, Емма Портеус, також футболістка. Вихованка жіночої академії «Гібс», вона грала за жіночу команду «Гіберніана» перш ніж переїхати до США.
Є учасником благодійного фонду Common Goal, що підтримує футбольні благодійні організації по всьому світу. У рамках проєкту Раян віддає на потреби фонду 1 % своєї зарплати.
У 2022 році молодий футболіст опинився в центрі скандалу після того, як прогулюючись рідним Далкітом кинув пластикову склянку в жінку і завдав їй травми голови. Футболіст повністю визнав свою провину, виплатив штраф, а також компенсацію постраждалій. «Гіберніан» офіційно також засудив вчинок свого футболіста і застосував до нього внутрішні санкції.

## Досягнення

### Командні досягнення
«Гіберніан»
- Фіналіст Кубка Шотландії : 2020/21
- Фіналіст Кубка шотландської ліги : 2021/22
- Переможець Юнацького Кубка Шотландії: 2017/18
- Переможець Ліги Розвитку: 2017/2018

### Особисті досягнення
- Молодий гравець року за версією одноклубників: 2021/22 («Гіберніан»)